# The Tams
The Tams war eine US-amerikanische Gesangsgruppe, die in den 1960er Jahren hauptsächlich in den USA und in den 1970er Jahren in Großbritannien erfolgreich war.

## Bandgeschichte
Charles Pope († 2013), Joseph Pope, Robert Smith und Horace Key kannten sich bereits von der Schule in Atlanta, Georgia. Um der Armut im Ghetto zu entkommen, beschlossen sie, mit Black Music Karriere zu machen. Zu ihnen stieß noch Floyd Ashton.
Mit großer Ausdauer arbeiteten sie an ihrem Bühnenauftritt, probten unablässig ihre Lieder, arbeiteten sich langsam von kleinen Kneipen in die großen Clubs hoch und bekamen schließlich 1962 einen Plattenvertrag. Untie Me hieß ihre erste Hitsingle, die bis auf Platz 60 der US-Charts kam.
Ab 1964 waren sie regelmäßig in den Hitparaden vertreten und überzeugten auch optisch mit farbenprächtigen Outfits. Zuletzt traten sie Mitte der 1980er Jahre in Erscheinung.

## Diskografie

### Alben
| - 1964: Hey Girl Don’t Bother Me! - 1964: Presenting - 1966: Time for the Tams - 1968: A Little More Soul - 1969: A Portrait of the Tams - 1970: Be Young, Be Foolish, Be Happy | - 1978: The Mighty Mighty Tams - 1983: Beach Music from the Tams - 1999: Steppin’ Out in the Light - 2000: The Tams Live at CT’s - 2002: Forever Tams - 2005: Comin’ at Cha |

### Kompilationen
| - 1968: A Little More Soul - 1970: The Best of the Tams - 1981: Greatest Hits (Beach Party) Volume One - 1982: Precious Moments - 1982: Reminiscing - 1983: Atlanta Soul Connection - 1987: The Best of the Tams - 1988: 18 Greatest Hits - 1990: The 15 Greatest Hits | - 1994: Tams & Impressions – Greatest Hits (mit The Impressions) - 1995: The Best of the Tams - 1996: Dancing Mood - 1997: More of Tams & Impressions Greatest Hits (mit The Impressions) - 1998: The Best Of … Hey Girl Don’t Bother Me - 2002: Don’t Bother Me - 2003: Hey Girls |

### Singles
| Jahr | Titel Album                                            | Höchstplatzierung, Gesamtwochen, AuszeichnungChartplatzierungen (Jahr, Titel, Album, Platzierungen, Wochen, Auszeichnungen, Anmerkungen) | Höchstplatzierung, Gesamtwochen, AuszeichnungChartplatzierungen (Jahr, Titel, Album, Platzierungen, Wochen, Auszeichnungen, Anmerkungen) | Anmerkungen |
| Jahr | Titel Album                                            | UK | US | Anmerkungen |
| ---- | ------------------------------------------------------ | --- | --- | ----------- |
| 1962 | Untie Me Time for the Tams                             | — | US60 (7 Wo.)US |             |
| 1963 | What Kind of Fool (Do You Think I Am) Presenting       | — | US9 (14 Wo.)US |             |
| 1964 | You Lied to Your Daddy Presenting                      | — | US70 (5 Wo.)US |             |
| 1964 | It’s All Right (You’re Just in Love) Presenting        | — | US79 (3 Wo.)US |             |
| 1964 | Hey Girl Don’t Bother Me Hey Girl Don’t Bother Me!     | UK1 (17 Wo.)UK | US41 (8 Wo.)US |             |
| 1964 | Silly Little Girl Hey Girl Don’t Bother Me!            | — | US87 (1 Wo.)US |             |
| 1968 | Be Young, Be Foolish, Be Happy A Little More Soul      | UK32 (7 Wo.)UK | US61 (6 Wo.)US |             |
| 1987 | There Ain’t Nothing Like Shaggin’ The Best of the Tams | UK21 (7 Wo.)UK | US—US |             |
| 1988 | My Baby Shure Can Shag The Best of the Tams            | UK91 (2 Wo.)UK | — |             |

Weitere Singles
| - 1961: Vacation Time - 1962: Deep Inside Me - 1962: Disillusioned - 1963: You’ll Never Know - 1963: Find Another Love - 1965: Why Did My Little Girl Cry - 1965: Unlove You - 1965: Concrete Jungle - 1965: I’ve Been Hurt - 1966: Got to Get Used to a Broken Heart - 1966: Holding On - 1966: Shelter - 1967: Breaking Up - 1967: Mary, Mary, Row Your Boat - 1967: A Little More Soul | - 1968: Trouble Maker - 1969: Sunshine, Rainbow, Blue Sky, Brown Eyed Girl - 1969: Love, Love, Love - 1970: Too Much Foolin’ Around - 1971: The Tams Medley - 1972: Numbers - 1973: Don’t You Just Know It - 1978: This Precious Moment - 1978: Tell You for the Last Times - 1980: You Lied to Your Daddy - 1982: Tams Tunes - 1983: My Baby Sure Can Shag - 1983: Making True Love - 1992: Down and Dirty Love (feat. Joe Pope) |